# Evgenij Kisurin
Evgenij Vladimirovič Kisurin (in russo Евгений Владимирович Кисурин?; Novosibirsk, 28 gennaio 1969) è un ex cestista e allenatore di pallacanestro russo.

## Carriera
Con la Russia ha disputato i Giochi olimpici di Sydney 2000, due edizioni dei Campionati mondiali (1994, 1998) e tre dei Campionati europei (1995, 1997, 1999).

## Palmarès

### Giocatore
- Campionato russo: 3

CSKA Mosca: 1994-95, 1995-96, 1998-99